# Veuve romaine
Veuve romaine – en anglais Roman Widow – est un tableau du peintre britannique Dante Gabriel Rossetti réalisé en 1874. Cette huile sur toile préraphaélite représente une jeune femme assise près d'une urne funéraire, sous la Rome antique. Il s'agit d'une veuve qui exprime son deuil en jouant pour son défunt époux, à deux mains, sur des petites harpes. L'œuvre est conservée au musée d'Art de Ponce, à Porto Rico.